# Morrisville (Carolina del Norte)
Morrisville es un pueblo ubicado en el Condado de Wake en el estado estadounidense de Carolina del Norte. Según las estimaciones del año 2008 tenía una población de 14.954 habitantes y una densidad poblacional de 296.9 personas por km².

## Geografía
Morrisville se encuentra ubicado en las coordenadas 35°49′39″N 78°49′44″O / 35.82750, -78.82889.

## Demografía
Según la Oficina del Censo en 2000 los ingresos medios por hogar en la localidad eran de $56.548, y los ingresos medios por familia eran $64.625. Los hombres tenían unos ingresos medios de $46.750 frente a los $34.528 para las mujeres. La renta per cápita para la localidad era de $32.243. Alrededor del 3.4% de las familias y del 4.6% de la población estaban por debajo del umbral de pobreza.